# روروني كنشين
روروني كنشين ميجي كنكاكو رومانتان るろうに剣心 明治剣客浪漫譚 معروف أيضا باسم روروني كنشين وساموراي إكس، هو سلسلة مانغا كتبها ورسمها نوبوهيرو واتسوكي. القصة الخيالية تجري أحداثها أثناء عصر ميجي في اليابان وتدور حول منفذ عمليات اغتيال خيالي يدعى كنشين هيمورا من فترة باكوماتسو (آخر سنوات فترة توكوغاوا شوغون في الحكم)، يصبح هيمورا متنقلا يحمي أفرادا من شعب اليابان بعد عزمه التوقف عن الاغتيالات. واتسوكي قرر أن يصدر سلسلة تستهدف الفتيان المراهقين مختلفة عن مثيلاتها من المانغا في ذلك الوقت، السلسلة تتحدث عن منفذ الاغتيالات السابق الذي يصادف أمورا جدية بمرور الوقت، وبالرغم من النغمة الحزينة التي استمرت في المانغا كان واتسوكي يختمها بنهايات سعيدة نظرا لاستهدافها فئة الفتيان.
المانغا ظهرت في البداية في مجلة ويكلي شونين جمب من إصدار دار النشر شويشا من 2 سبتمبر 1994 حتى 4 نوفمبر 1999. العمل بأكمله تضمن 28 عددا. ستوديو غالوب، ستوديو دين، وإس بي إي فيجوال ووركس تبنوا المانغا في مسلسل أنمي تم بثه في اليابان من 10 يناير 1996 حتى 8 سبتمبر 1998، ثم أنتج فيلم رسوم متحركة، وسلسلتي رسوم متحركة أصلية للفيديو OVA. الكاتبة كاورو شيزوكا أصدرت ثلاث روايات قصيرة رسمية نشرتها شويشا، كما ظهرت ألعاب كمبيوتر مبنية على المانغا على أجهزة بلاي ستيشن وبلاي ستيشن 2.
النسخة الأمريكية من المانغا تمت على يد فيز ميديا، حيث ترجم العنوان روروني كنشين إلى «الساموراي المرتحل Wandering Samurai» كترجمة حرفية Rurō ni 流浪に حرفيا تعني "Wandering". مسلسل الأنمي أُصدر بالإنجليزية بواسطة ميديا بلاستر في شمال أمريكا على مجموعة DVD. وكذلك تمت ترجمة الإصدارات الأخرى المتعلقة بالسلسلة ما عدا ألعاب الكمبيوتر. عرضت على التلفزيون نسخة إنجليزية للأنمي من كولومبيا بكشرز (سوني بكشرز) بعنوان «ساموراي إكس» لتصبح هناك نسختين من الأنمي باللغة الإنجليزية.
السلسلة مشهورة جدا في اليابان، أمريكا وأوروبا، حيث تم بيع 47 مليون نسخة في اليابان من المانغا بينما الأنمي صنف كأفضل مئة مسلسل في اليابان عدة مرات. جميع الإصدارات المتعلقة بالسلسلة نالت رضا النقاد والجماهير من حيث تصميم الشخصيات والوقائع التاريخية.

## الحبكة الروائية
ملاحظة: الأعلام المذكورة في هذا القسم وفق الترتيب الياباني في التسمية (اسم العائلة ثم اسم الشخص).
قصة روروني كنشين تجري في بدايات عصر ميجي في اليابان. حيث تحكي قصة مرتحل مسالم اسمه هيمورا كنشين، المعروف سابقا بمنفذ الاغتيالات «هيتوكيري باتوساي». بعد مشاركته في حرب باكوماتسو يبدأ كنشين بالتنقل في أرجاء اليابان مقدما المساعدة والعون لهؤلاء المحتاجين إليهما كتعويض عن عمليات القتل التي قام بها كمنفذ اغتيالات. عند وصوله طوكيو يقابل فتاة تدعى كاميا كاورو التي كانت وسط معركة مع قاتل يدعي بأنه هو «هيتوكيري باتوساي» وأنه يستخدم أسلوب مدرستها القتالية في القتال بالسيوف.
يقرر كنشين مساعدتها فيهزم المجرم ويتضح للفتاة أنه هو «هيتوكيري باتوساي» الحقيقي، ورغم ذلك تعرض عليه الإقامة في مدرستها القتالية لما رأته من طيبة في شخصه، يوافق هيمورا على العرض فيسكن في المدرسة ويعيش حياة طبيعية مقيما علاقات مع الأشخاص الذين يقابلهم مثل ميوجين ياهيكو اليتيم سليل عائلة ساموراي، ساغارا سانوسكي عضو جيش سيكيهو السابق، وامرأة تسمى تاكاني ميغومي من عائلة أطباء. كما يقابل في تلك الحياة أعداء قدامى وجدد كعدوه من فترة باكوموتسو سايتو هاجيمي، وقائد مجموعة أونيوابان السابق شينوموري آوشي.
بعد أشهر من البقاء في المدرسة القتالية يكتشف هيمورا أن خلفه كمنفذ اغتيالات الذي يعمل في الخفاء شيشيو ماكوتو يخطط للسيطرة على اليابان بتدمير حكومة ميجي الحالية بدءا بكيوتو، وخوفا من أن يتعرض أصدقاؤه الجدد للأذى يغادر هيمورا وحده عائدا إلى كيوتو للتصدي لشيشيو، ورغم ذلك يقرر أصدقاؤه الجدد بمن فيهم ماكيماتشي ميساو ومجموعتها أونيوابان المساعدة في التصدي لشيشيو، يقبل هيمورا ذلك بينما يقرر قتال شيشيو بمفرده، ثم تنتهي أزمة كيوتو بمقتل شيشيو على يد هيمورا وبذلك ينتهي تبني مسلسل الأنمي لقصة المانغا ويبدأ بعرض قصص أخرى ليست من تأليف واتسوكي.
في المانغا، يعود هيمورا إلى طوكيو ليجد يوكيشيرو إنيشي الذي يسعى للثأر منه بالتعرض لأصدقائه، وفي تلك الفترة يتضح أن هيمورا تزوج من امرأة في فترة باكوماتسو تدعى يوكيشيرو توموي، التي كانت في الأصل تسعى للثأر لخطيبها الذي قتله هيمورا، لكن بدلا من ذلك يقع الاثنان في الحب ويتزوجان، عندما يكتشف كنشين أن توموي فرد من مجموعة تسعى لقتله يستل كنشين سيفه بتهور ويقتل أفرادها بمن فيهم توموي التي أنقذت كنشين وهي في الرمق الأخير من ضربة قاتلة.
وطلبا للثأر من قاتل أخته تختطف كاورو على يد إنيشي الذي يترك جثة شبيهة ليوحي للجميع أن كاورو ميتة بمن فيهم هيمورا، وحالما تتضح الحقيقة يهب هيمورا وأصدقاؤه لإنقاذ كاورو، ثم تنتهي القصة بعودة الجميع سالمين ليتزوج كنشين من كاورو بعد خمس سنوات وينجبا طفلا هو كنجي.

## الإنتاج
سلسلة باسم روروني، ميجي سوردمان رومانتيك ستوري سبقت السلسلة الحالية وظهرت على صفحات مجلة ويكلي شونين جمب سبشل، القصة عرضت الصورة الأولية لهيمورا كنشين الذي كان يساعد فتاة ثرية تسمى رايكوجي شيزورو. واتسوكي أوضح أن وضع جهده كاملا حتى تم نشر القصة كرواية مصورة، كما وصف بأن القصة وجدت مراجعات نقدية متوسطة وحوالي مئتي رسالة.
واتسوكي قال إذا ظن أحدهم أن الرواية الأولية هي قصة جانبية، إذا فليعتبر القصة الثانية التي تحكي فترة ميغومي كبادءة إلى قصة روروني كنشين، كما وصف أن ابتكار القصص التاريخية بالصعبة، ففي البداية أراد أن يجعل الخطوة التالية مشهدا معاصرا لكن محررا نصحه بأن يبتكر قصة تاريخية جديدة.
وبكونه معجبا بفرقة شينسنغومي، صمم واتسوكي أشخاصها مستندا على شخصياتهم التاريخية في فترة باكوماتسو، الشخصيات التاريخية كانت مهمة صعبة كما وصفها واتسوكي، فقرر رسم سايتو هاجيمي بطريقته الخاصة بعيدا عن الصورة التاريخية له بسبب المشاكل مع شخصية ساغارا سوزو، كان واتسوكي يرى الشخصية التي رسمها ملائمة جدا في المانغا، لكنه ذكر أيضا أنه تلقى رسائل من المعجبين باليابان يشتكون من شخصية سايتو السادية.
بوصول السلسلة للعدد السابع، اقترح رئيس واتسوكي بأن الوقت ملائم للبدء في قصة طويلة، وهو ما أرجع بابتكار شخصية شيشيو ماكوتو، كان من المقرر أن تستمر الخطوة الجديدة لسنة واحدة، لكنها بقيت لسنة ونصف.

## مواد السلسلة

### مانغا
كتبها ورسمها نوبوهيرو واتسوكي، أول فصل من روروني كنشين ظهر في مجلة ويكلي شونين جمب في 1994 واستمرت السلسلة حتى 1999. تلك الفصول المنفردة تم تجميعها ونشرها على 28 عددا من قبل شويشا. في يوليو 2006 قامت شويشا بإعادة نشر السلسلة على 22 عددا خاصا. ثم أصدر فصل يحكي شخصية ياهيكو ميوجين باسم ياهيكو نو ساكاباتو 弥彦の逆刃刀 «سيف ياهيكو ذو النصل المعكوس» في مجلة ويكلي شونين جمب بعد نهاية السلسلة، الفصل تم تضمينه كإضافة في إصدارات الأعداد الخاصة.
النسخة الإنجليزية نشرت في شمال أمريكا بواسطة فيز ميديا، تم إصدار أول عدد في 7 أكتوبر 2003. الأعداد الأوائل تم نشرها بلا ترتيب زمني محدد لكن بعد الإقبال والمبيعات الجيدة تم نشر السلسلة ابتداء من العدد السابع شهريا.

### أنمي
الأنمي الذي أخرجه كازوهيرو فوروهاشي بدأ بثه في اليابان على تلفزيون فوجي في 10 يناير 1996 وانتهى في 8 سبتمبر 1998. تم إنتاج الأنمي بواسطة إس بي إي فيجوال ووركس (حاليا أنيبلكس) مع تلفزيون فوجي، وأنتجت الرسوم المتحركة من قبل ستوديو غالوب من الحلقة الأولى حتى الحلقة 66، وستوديو دين من الحلقة 67 حتى النهاية. الحلقة الأخيرة 95 لم تعرض في اليابان لكنها ضمت كإضافة في إصدارات شرائط الفيديو وأقراص DVD.
في 1999 سوني حاولت تسويق المسلسل باسم ساموراي إكس باللغة الإنجليزية عن طريق شركة كولومبيا بكشرز للبث في التلفزيون، ثم قامت ميديا بلاستر بإنتاج نسختها الإنجليزية من المسلسل وتسويقها عبر أقراص DVD في شمال أمريكا. لا تختلف نسخة سوني عن ميديا بلاستر في أصوات التمثيل فقط بل في تسمية الشخصيات واللقطات المحذوفة.

### فيلم
السلسلة لديها فيلما باسم ساموراي إكس: ذا موشن بكشر، وفي اليابان باسم إيشن شيشي إي نو ريكويم ―維新志士への鎮魂歌 حيث يحكي قصة كنشين يقابل ساموراي مقربا من رجل قتله كنشين في الحرب. الساموراي يقرر بدء ثورة للإطاحة بحكومة ميجي. أخرج الفيلم هاتسوكي تسوجي وعرض في اليابان في 20 ديسمبر 1997، ثم أصدر على DVD في 21 أغسطس 1998 وأعيد إصداره مرتين في 2000 و2002 مع محتويات إضافية.

### الرسوم المتحركة الأصلية للفيديو OVA
هناك مسلسلين OVA من السلسلة أنتجا للفيديو المنزلي الأول مكون من أربع حلقات والثاني من حلقتين. الأول باسم ساموراي إكس: ترست آند بترايل وفي اليابان 追憶編 تسويوكوهين أنتج عام 1999، أحداثه تقع في سنوات سقوط نظام توكوغاوا شوغون وأثناء عمل كنشين كمنفذ اغتيالات. الثاني باسم ساموراي إكس رفلكشن وفي اليابان 星霜編 سيسوهين، أحداثه تواكب أحداث السلسلة الأصلية ثم أحداث من خارج المانغا للسنوات اللاحقة لكنشين وكاورو.

### سي دي CD
الموسيقى التي عزفت في الأنمي كانت من تلحين نوريوكي أساكورا جميعها صدرت على أقراص CD من قبل سوني ريكوردس. أول قرص كان باسم روروني كنشين أو إس تي في الأول من أبريل 1996 وضم 23 موسيقى استخدمت في الحلقات الأول من الأنمي. القرص الثاني كان روروني كنشين أو إس تي 2 - ديبارتشر في 21 أكتوبر 1996 وضم 15 مسارا صوتيا استخدمت قبل بداية فترة كيوتو من الأنمي. الثالث كان روروني كنشين أو إس تي 3 - جورني تو كيوتو في 21 أبريل 1997 وضم 13 مسارا صوتيا استخدمت في فترة كيوتو. والأخير كان روروني كنشين أو إس تي 4 - ليت إت بورن في الأول من فبراير 1998 وضم 12 مسارا صوتيا.
في سلسلة OVA، قام تاكو أيواساكي بتلحين الموسيقى وقامت سوني فيجوال ووركس بنشرها، القرص الأول كان روروني كنشين تسويوكو هين أو في أيه أو إس تي في 20 مارس 1999 وضم 16 مسارا صوتيا استخدمت في ساموراي إكس: ترست آند بترايل. القرص الثاني كان روروني كنشين سايسو هين أو في أيه أو إس تي في 23 يناير 2002 وضم 18 مسارا صوتيا استخدمت في سلسلة OVA رفلكشن.
العديد من موسيقى الأنمي المجمعة نشرت في أقراص CD مختارة. 13 مسارا صوتيا ضمت إلى CD وسمي روروني كنشين - ذا ديركتورس كولكشن في 21 يوليو 1997. وأيضا روروني كنشين بيست ثيم كولكشن في 21 مارس 1998 وضم 10 مسارات صوتية. أغاني المقدمة والنهاية للأنمي جمعت في CD باسم روروني كنشين أو بي/إي دي ثيم كولكشن. ممثلو الأصوات اليابانيون لحنوا أغان نشرت في قرصي CD باسم روروني كنشين سونغ ألبوم. جميع موسيقى الأنمي والرسوم المتحركة الأصلية للفيديو تم جمعها في مجموعة CD باسم روروني كنشين كومبيلت سي دي-بوكس في 19 سبتمبر 2002، وضمت الأقراص الأربعة لموسيقى الأنمي، قرصي موسيقى OVA، قرص موسيقى الفيلم، قرص موسيقى اللعبتين، مجموعة أغاني المقدمة والنهاية، وألبومي ممثلي الأصوات.

### إصدارات فنية وكتب إرشادية
موسوعتين من مانغا روروني كنشين أصدرت في اليابان، الأولى ملف معلومات روروني كنشين في 4 يوليو 1996 بواسطة شويشا وفي الولايات المتحدة بواسطة فيز ميديا. الثانية كنشين كادن في 15 ديسمبر 1999 مفصلة نهايات شخصيات روروني كنشين. تم إصدار كتب تضم الرسوم الفنية للأنمي والفيلم وسلسلتي OVA. كما تم نشر كتاب إرشادي من كانزينبان في 4 يونيو 2007.

### الروايات القصيرة
روايات قصيرة من روروني كنشين أصدرت من قبل شويشا، شاركت في تأليفها كاورو شيزوكا وغالبها قصص جديدة تم تبنيها في الأنمي لاحقا. العدد الأول كان روروني كنشين: فوياج تو ذا موون وورلد في 10 أكتوبر 1996. الثاني كان ياهيكوس باتل في 3 أكتوبر 1997. الرواية الأخيرة كانت باسم تي في أنمي شيمبارا آرك في 4 فبراير 1999.

### ألعاب كمبيوتر
هناك لعبتي روروني كنشين على جهاز بلاي ستيشن، وكلاهما لم يتم إصداره خارج اليابان. الأولى روروني كنشين: إيشين غيكيتوهين في 29 نوفمبر 1996، اللعبة كانت لعبة قتال ثلاثية الأبعاد مع خمس شخصيات قابلة للعب بينما القصة تركز على الأعداد السبعة الأولى من المانغا. اللعبة الثانية كانت روروني كنشين: ميجي كنياكو رومانتان: جويوشي إنبو هين في 18 ديسمبر 1997 مع قصة جديدة ليست ذات علاقة بالمانغا أو الأنمي.
روروني كنشين: إنجو! كيوتو ريني هي اللعبة الوحيدة على بلاي ستيشن 2 في 14 سبتمبر 2006. هيمورا كنشين ظهر كشخصية معركة في لعبة جمب ألتميت ستارس على جهاز نينتندو دي إس عام 2006، بينما الآخرون ظهروا بأدوار مساندة.

### سلع تجارية
واتسوكي قال بأن هناك بضاعة وسلع ذات علاقة بالسلسلة في السوق اليابانية، نصح أيضا بالتركيز على الجودة قبل شرائها وأن يراعوا محافظهم ويشتروا ما «يستحق». أعجب واتسوكي بدمى كنشين في آلات يو إف أو كاتشر.

## مدى القبول
كانت المانغا شعبية جدا بإصدارها الأصلي حيث بيعت 47 مليون نسخة في اليابان بحلول عام 2007. وصنف روروني كنشين بالمرتبة العاشرة للأكثر طلبا في الويب عام 2005 فئة الرسوم المتحركة. المانغا نالت استحسانا ونقدا، عندما قام تلفزيون أساهي في اليابان باستفتاء على مستوى الدولة لأفضل 100 مسلسل رسوم متحركة تلفزيونية، نال مسلسل روروني كنشين المرتبة 66، ثم أجروا أيضا استفتاء عبر الويب فجاء الأنمي في المرتبة 62، في السنة التالية أعاد التلفزيون الاستفتاء فحل الأنمي المرتبة 26.

## اقرأ أيضا
- هيمورا كنشين
- ساموراي
- فترة ميجي

## وصلات خارجية
- روروني كنشين على موقع ميوزك برينز (الإنجليزية)
- صفحة موقع روروني كنشين من شويشا الرسمي باليابانية
- صفحة موقع روروني كنشين من سوني الرسمي باليابانية
- صفحة المانغا في أنمي نيوز نتوورك
- صفحة الأنمي في أنمي نيوز نتوورك